# Lebstok

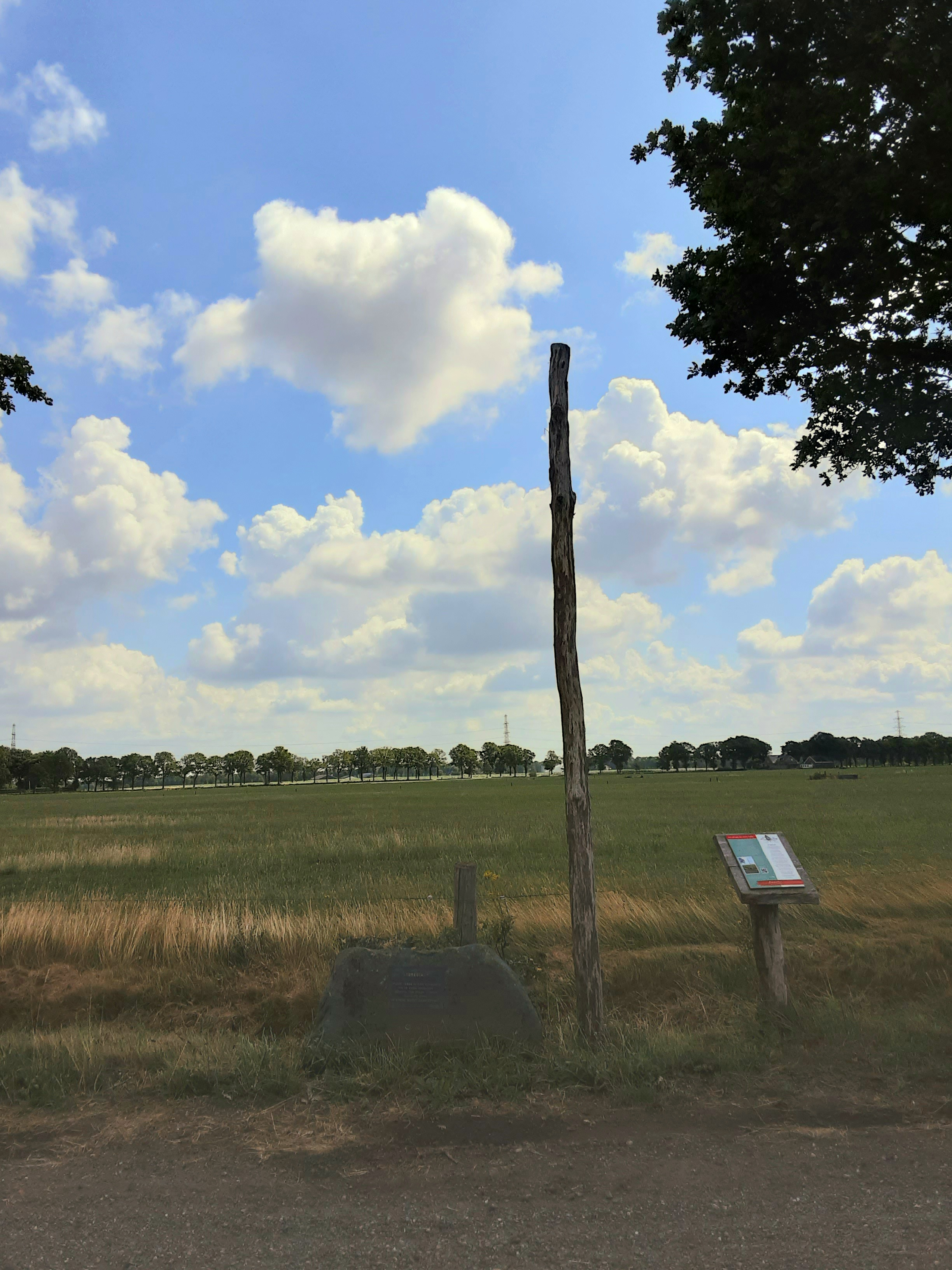
De Lebstok of Lebbestoak.

De Lebstok (soms: Lebbestok of Lebbestaok) is de grenspaal tussen Peest en Zeijen (provincie Drenthe) gelegen waar de Schaapdijk en de Veldweg samen komen.
Het overlevering wil, dat op een dag vlak bij Peest een meisje, Lebbe genaamd, werd vermoord om het geld dat ze bij zich had. Maar de markelieden van Norg (waar Peest onder viel) wilden haar niet begraven, omdat ze het te duur vonden. Dat wilden ze niet zeggen en dus beweerden ze dat Lebbe niet op de markegrond zou liggen. Nou, als dat zo was, wilde de marke van Vries (waar Zeijen onder viel) dat wel doen en ze plaatsten bij haar graf op de hei een stok. Als herinnering aan ieders plicht en... als nieuwe grenspaal. Lebbe lag immers niet in de gemeente Norg, dus moest het wel Vries grondgebied zijn. Zo komt het dat de grens tussen Peest en Zeijen zo'n merkwaardige hoek heeft. Ondanks dat de gemeenten Norg en Vries niet meer bestaan, is deze hoek nog steeds zichtbaar, omdat ze beide in een andere nieuwgevormde gemeente ondergebracht zijn: Noordenveld en Tynaarlo.
In 2010 stond nog een 'replica' van de lebstok in Peest, de 'Lebbestaok'. Op een steen voor de stok staat vermeld: 'Lebbestaok.' Vrouw Lebbe is hier vermoord en te Vries begraven waarna een staok tussen Norg en Vries de grens moest gaan bepalen.'